# Носевич, Штефан
Штефан Носевич (рум. Ștefan Nosievici, венг. Noszjevics Stefán; 12 (24) октября 1833, Садгора, ныне в составе Черновцов — 12 ноября 1869, Сучава) — румынский композитор и педагог, собиратель буковинского музыкального фольклора.
В 1853—1856 гг. изучал богословие в Черновцах, затем в 1856—1860 гг. физику и математику в Вене. Вернувшись в Черновцы, преподавал музыку в православной духовной семинарии и математику в школе. С 1863 г. работал в Сучаве в православной гимназии, преподавал математику, физику, химию, музыку и др. Одновременно руководил хором и струнным квартетом. Был одним из основных учителей и наставников Чиприана Порумбеску.
Автор ряда хоровых сочинений, многие из них на стихи Василе Александри, наиболее известны песни «Татарин» (рум. Tătarul), «Прощай» (рум. Drum bun), Марш румынских солдат в Бессарабии (рум. Marșul ostașilor români în Basarabia). Собрание хоровой музыки Носевича издано посмертно (рум. Colecțiune de coruri; 1885).